# La Colline des hommes perdus
Pour plus de détails, voir Fiche technique et Distribution.
La Colline des hommes perdus (The Hill) est un film dramatique américano-britannique en noir et blanc réalisé par Sidney Lumet et sorti en 1965. Il s'agit d'une adaptation de la pièce de théâtre homonyme de Ray Rigby (en) et R. S. Allen (en).
L'action du film a lieu pendant la Seconde Guerre mondiale, dans une prison de l'armée britannique située dans le Désert Libyque. La brutalité avec laquelle sont traités les détenus se confronte avec leurs essais de survivre et, pour certains, de garder leur dignité. En même temps, le film reflète divers traits de personnalité parmi les détenus et le personnel de la prison : lâcheté, indolence, soif de pouvoir, humanité, dignité, courage. Il apparaît aussi des rapports qui se créent entre hommes dans un tel cadre : lutte pour le pouvoir, domination psychologique sur la masse, autorité morale naturellement imposée, etc.
Les rôles principaux sont interprétés par Sean Connery, Harry Andrews, Ossie Davis et Ian Hendry.
Le film a été distingué par quelques prix, dont celui pour le meilleur scénario, au festival de Cannes 1965.

## Synopsis
Sur le fond du générique, on voit une colline artificielle de sable sur laquelle monte avec peine un soldat portant un sac sur l'épaule. Arrivé au sommet, il vide le sac du sable qu'il contenait. Pendant ce temps, sur le terrain étendu de la prison, plusieurs groupes de soldats font des exercices physiques sous les ordres d'autres militaires. Quand le soldat de la colline commence à descendre, il perd connaissance et s'écroule. Quelques soldats accourent pour le relever. Un sous-officier du personnel de la prison, le sergent-major régimentaire Wilson, leur ordonne de l'emmener à l'infirmerie. D'autres soldats montent à leur tour des sacs de sable qu'ils vident au sommet de la colline.
À l'infirmerie, pendant que le capitaine médecin militaire examine le patient, Wilson lui annonce qu'un nouveau groupe de condamnés va arriver, parmi lesquels un sergent-major, Roberts, dont le médecin aussi a entendu parler. Wilson souhaite que le médecin le trouve apte pour la détention et les punitions.
Wilson prend le premier contact avec un sous-officier nouveau dans le personnel, le sergent-chef Williams, ancien gardien de prison civile en Angleterre, qui dit avoir voulu devenir gardien de prison militaire. Wilson lui dit qu'en fait c'est lui qui dirige la prison. C'est à lui qu'il faut rapporter tout ce qui se passe. Le major commandant de la prison ne fait que signer des papiers.
Deux soldats qui viennent de purger leur peine sont libérés et sortent par le portail extérieur de la prison, et les cinq nouveaux détenus entrent.
Les nouveaux sont reçus par Wilson et Williams. Wilson prend connaissance des motifs de leur condamnation. Le soldat King, un noir des Antilles britanniques, a volé trois bouteilles de whisky au mess des sous-officiers. Le soldat Bartlett a volé des pneus de camions de l'armée et les a vendus à des civils. Il avait déjà été condamné plusieurs fois et n'a participé à aucun combat. Le soldat McGrath, un Écossais, s'est battu avec des policiers militaires. Le soldat Stevens a essayé de rentrer chez lui pour rejoindre sa femme. Le sergent-major Roberts a refusé d'exécuter un ordre de son supérieur et l'a battu.
Le « traitement » des nouveaux détenus commence par des insultes. Wilson fait des remarques racistes à King, Williams traite Roberts de lâche et Stevens de sexe indéterminé.
Après un examen médical très sommaire, Wilson confie les cinq à Williams, avec l'ordre de leur faire monter la colline six fois au trot, avec tout leur équipement, sauf Roberts, qui doit continuer pendant une demi-heure. Lorsque celui-ci tombe et roule aux pieds de Williams, Wilson ordonne à celui-ci de le laisser se reposer.
Les autres sont conduits dans une cellule, puis envoyés chercher leur déjeuner. Williams conduit Roberts aussi dans la même cellule, où il l'enferme, en le privant ainsi de déjeuner. Les autres reviennent dans la cellule. Tous les déplacements doivent se faire au trot, quitte à faire tomber des gamelles une partie de la nourriture. Williams revient, il insulte Roberts, celui-ci réplique en le traitant de planqué, et les autres rient. Avec ce prétexte, Williams emmène Stevens, le plus chétif parmi eux, et qu'il devine comme étant le plus faible psychiquement aussi, pour lui faire monter encore la colline.
Toute l'armée britannique d'Afrique connaît le cas de Roberts. Après son incident avec son commandant, sa sous-unité a été envoyée au combat et massacrée. McGrath le lui reproche et se précipite sur lui pour le battre. Ils sont séparés par King.
Williams les emmène de nouveau à la colline. Stevens, déjà très fatigué, s'évanouit, et on le réveille en jetant des seaux d'eau sur lui.
Un autre sergent-chef, Harris, va rapporter à Wilson ce que fait Williams, en exprimant l'opinion que Stevens ne va pas résister à un tel traitement. Wilson ne tient pas compte de ce qu'il dit, lui reproche d'être trop conciliant avec les détenus et, bien qu'ils aient en privé des relations non protocolaires, il le menace sous forme de plaisanterie de l'envoyer lui-aussi sur la colline.
Sur la colline, Bartlett ne peut plus se relever et on jette de l'eau sur lui. Roberts aussi reste assis, mais lui, parce qu'il ne veut pas se relever. À l'ordre de Williams, des détenus viennent lui jeter de l'eau à lui aussi, mais il leur jette du sable au visage, ensuite les cinq se jettent du sable les un aux autres comme dans un jeu, dans un accès de fou rire. Deux autres gardiens viennent, bâtons préparés pour les frapper, et les détenus se relèvent avec difficulté.
La nuit, Williams vient seul à la colline pour essayer ses forces. Bien que sans porter aucun poids, il ne réussit à la monter que trois fois. Ensuite, au mess, Wilson et Williams font un concours de beuverie, jusqu'à ce que Williams tombe de sa chaise. Après que Wilson va se coucher, Williams se relève, prend une bouteille pleine, plonge sa tête dans le réservoir d'eau, va réveiller Wilson et lui offre un dernier verre.
Dans la cellule, les cinq détenus se sont écroulés le soir avec leurs sacs au dos. Les plus en forme se réveillent, ils enlèvent leurs sacs et aussi ceux des autres. Ils rient ensemble, et Bartlett sort du talon de sa chaussure un briquet et une cigarette, qu'ils fument à quatre. Ensuite, ils se préparent pour l'inspection du lendemain. Stevens est trop épuisé pour le faire, et Roberts blanchit son équipement en le frottant contre le mur.
Le lendemain matin a lieu l'appel des détenus. Dans ses quartiers, le commandant paye la prostituée avec qui il a passé la nuit et vient en inspection. En s'arrêtant devant Stevens, il constate que son équipement est passé à la chaux et ordonne sa punition. Stevens doit chauler le mur de la cellule. C'est Harris qui l'escorte et lui parle amicalement, en lui disant qu'il doit apprendre à survivre.
Plus tard, on fait grimper les détenus sur une corde et se déplacer en s'accrochant sur une autre au-dessus d'une rangée de pierres pointues. McGrath tombe, le dos sur les pierres, et Bartlett ne peut pas grimper, étant trop gros.
Pendant ce temps, Williams fait monter Stevens sur la colline, masque à gaz sur la figure.
Revenu dans la cellule, Stevens semble malade, il ne peut pas se tenir debout. Roberts appelle Harris et lui rapporte le fait. Williams survient et se querelle avec Harris au motif que celui-ci se mêle des questions de la cellule qui est confiée à lui, Williams. Harris attire l'attention de Wilson sur l'état de Stevens, mais Wilson le menace de le faire transférer s'il se plaint encore d'un collègue.
Le médecin vient examiner Stevens mais Wilson lui dit que ce n'est pas la peine, car il sait ce qu'il a à faire, que c'est lui qui commande et que, de toute façon, le médecin a déclaré Stevens apte, il ne doit donc pas l'examiner. Le médecin se soumet à la volonté de Wilson.
Le soir, dans la cellule, Stevens reste immobile face contre le mur, et Bartlett parle de Williams, en rappelant qu'il ne sait dire que « Garde à vous ! », « Demi-tour … droite ! » et « Au trot ! », à quoi Stevens execute inconsciemment et automatiquement ces commandes. Bartlett continue de lui donner ces commandes et les quatre hommes valides rient aux éclats, jusqu'à ce que Stevens s'écroule mort.
Wilson et Williams s'amusent dans un bouge, où Harris vient rapporter ce qui est arrivé.
Wilson décide que Williams doit sortir innocent de cette situation et que le cas doit être étouffé. Il rappelle au médecin qu'il a examiné superficiellement Stevens la première fois, et qu'il doit rapporter une mort accidentelle.
La nuit, dans leur cellule, King demande à Roberts de lui parler de l'incident avec son supérieur. Roberts dit qu'il a reçu l'ordre d'attaquer, a perdu la moitié de sa sous-unité, ils se sont retirés et le commandant lui a ordonné d'attaquer de nouveau, à quoi Roberts a failli le tuer si on ne l'avait pas retenu. Il a été arrêté, un autre sous-officier a reçu la commande de la sous-unité, qui est montée de nouveau à l'attaque, et tous sont tombés. D'une part, il sent justifié ce qu'il a fait, mais de l'autre, il est conscient du fait que les ordres doivent être exécutés, sinon il n'y a pas d'armée.
Le matin, Roberts déclare qu'il va faire un rapport au commandant de la prison au sujet de Williams. Seul King est d'accord avec lui. McGrath essaye de le convaincre de ne pas le faire, pour éviter les ennuis qu'ils pourraient avoir, mais quand les gardiens réveillent les détenus, toute la prison crie le nom de Stevens, ce qui conforte Roberts dans sa décision.
Wilson ordonne qu'on ouvre les cellules, et tous les détenus sortent devant celles-ci en scandant le nom de Stevens et en faisant du bruit avec leurs gamelles. McGrath aussi est pris par la vague, et même Bartlett, qui, prenant peur, cesse de crier quelques secondes après.
Des gardiens arrivent avec des lances d'incendie. Les cris cessent. Wilson demande aux détenus de ranger leurs gamelles. L'un d'eux la jette par terre. Wilson lui demande comment il s'appelle, et l'autre répond « Stevens ». Wilson ordonne à un gardien de reconduire le détenu à la morgue, parce qu'il a ressuscité, mais qu'il passe avant sur la colline. Ensuite, il ordonne qu'on lui apporte un règlement militaire.
Un détenu demande qui a tué Stevens. Wilson ordonne qu'on le conduise à la morgue, pour qu'il constate si le cadavre porte des signes de violence, et ensuite chez le commandant, pour qu'il écrive un rapport sur ce qu'il aura constaté.
En brandissant le règlement militaire, Wilson menace tous les détenus de les punir avec la colline, et les meneurs de jugement pour mutinerie. Il dit qu'il va désigner comme meneur un détenu sur cinq. Après que les détenus exécutent sa commande de « Garde à vous ! », il demande qui veut aller au rapport chez le commandant. Seul Roberts se présente, en disant qu'il veut rapporter que c'est Williams qui répond de la mort de Stevens, et que tous ceux de sa cellule le savent. Wilson demande à Bartlett s'il a vu Williams tuer Stevens. Le détenu répond négativement. Wilson demande à McGrath aussi s'il a assisté à un meurtre, et lui aussi répond « non ». Seul King confirme ce que dit Roberts. Wilson s'adresse à Williams aussi, en lui demandant de répondre à l'accusation, que l'intéressé nie. Alors Wilson ordonne à Harris de conduire Roberts et King chez le commandant, et de prévenir le médecin aussi d'y aller. Harris parle sous forme de plaisanterie de l'incompétence du médecin et fait des allusions à son propre comportement humain envers les détenus. Finalement, Wilson annonce qu'il y aura ration supplémentaire de fromage au déjeuner, à quoi les détenus réagissent en manifestant de la joie.
Wilson annonce à Harris qu'il le place sous les ordres de Williams, en motivant ironiquement que de toute façon Harris ne cherche pas des promotions et des privilèges, ce qui d'ailleurs est vrai.
Williams dit à Roberts qu'il veut qu'ils s'expliquent à eux seuls dans une cellule vide, mais il se fait accompagner de deux autres gardiens sans que Roberts s'en aperçoive. Les trois le battent sauvagement, puis ils l'emportent dans sa cellule. Williams ordonne aux quatre de s'équiper, pour aller sur la colline. Roberts refuse d'y aller. Williams ordonne à Bartlett et à McGrath de le porter. Roberts fait comprendre à Bartlett qu'il va le frapper s'il l'approche, et McGrath n'obéit pas, en disant qu'il n'est pas un esclave, mais un soldat. Bartlett appelle Harris et le supplie de le changer de cellule. Celui-ci constate l'état de Roberts et l'envoie à l'infirmerie. Roberts refuse, en disant qu'il ne veut pas rater le rapport au commandant. Harris ordonne tout de même à King et à McGrath de l'emmener voir le médecin. Williams revient et Bartlett lui relate ce qui est arrivé.
À l'infirmerie, en l'absence du médecin, c'est Harris quis'occupe de Roberts, qui a une cheville cassée. Williams vient aussi, puis il va chercher Wilson. Celui-ci ordonne à Roberts de se lever et de sortir, bien que Harris lui dise dans quel état il est. Roberts obéit avec beaucoup de difficulté. Ils ont dehors une dispute au sujet des règlements, que Roberts trouve absurdes, et Wilson l'accuse de trahison, en le menaçant de faire de lui un militaire comme il devrait être selon lui.
Questionné par Wilson, Williams lui fournit une version mensongère des faits, en accusant McGrath de s'être battu avec Roberts. Wilson se rend compte de la vérité et lui reprend le contrôle sur Roberts, en l'avertissant que si encore il passe à tabac un détenu, il lui réglera son compte si ce n'est pas les détenus qui le font.
Wilson questionne McGrath aussi, qui avoue avoir eu un différend avec Roberts, mais qu'il n'est pas coupable de son état. King intervient en accusant Williams. Wilson lui adresse des insultes racistes, à quoi King se révolte en enlevant son tee-shirt et en disant qu'il démissionne de l'armée.
Harris reconduit Roberts à l'infirmerie et, dans la cellule, King déchire son uniforme et accuse McGrath de lâcheté. Les deux sont prêts à se battre mais Harris, venu les conduire chez le commandant, les sépare.
À l'infirmerie, le médecin soigne Roberts et lui dit qu'il va l'envoyer à l'hôpital. Roberts met en doute son courage de le faire, sachant que le médecin est soumis à Wilson.
King va voir le commandant en caleçon. Il refuse de se mettre garde à vous et fait des gestes de singe, en se précipitant ainsi dans le bureau du commandant, à la stupeur de celui-ci. King prend sur le bureau une des cigarettes du commandant, l'allume, s'étend sur son sofa et le tutoie, en lui recommandant la marque de la cigarette mais non les services de l'hôtel où ils se trouvent. Le commandant ordonne à Harris de faire sortir King du bureau, mais le gardien dit qu'il ne peut pas, car King est devenu fou. Le commandant lui ordonne alors de faire venir Wilson, mais Harris lui annonce que Wilson s'occupe de l'enterrement de Stevens. C'est alors que le commandant entend parler pour la première fois de la mort de celui-ci, et King lui dit qu'il a été tué par Williams. Il accepte finalement de sortir, non sans prendre quelques cigarettes sur le bureau.
Roberts est porté dans sa cellule, où le médecin refait son pansement. Harris lui confirme que Roberts a été battu par Williams. Le médecin et le sous-officier tombent d'accord pour témoigner à l'enquête qui suivra. Williams vient conduire McGrath et King au cachot. Le médecin dit que c'est lui qui donne les ordres maintenant. Questionné par lui, McGrath dit avoir avoué qu'il s'était battu avec Roberts, chose pour laquelle il est puni du cachot, mais qu'il n'a pas dit la vérité.
Wilson arrive, à qui le médecin dit avoir reçu une plainte contre Williams, soutenue par Harris, qui confirme sa position à Wilson. Sentant son autorité sapée, celui-ci se met en colère. Le médecin lui communique sa décision d'envoyer Roberts à l'hôpital, mais Wilson n'est pas d'accord. Il dit qu'il va mettre Harris aux arrêts et lui ordonne de préparer une cellule individuelle pour Roberts. Harris refuse et le médecin répète se décision. Wilson réplique furieusement que c'est lui qui s'occupe de la discipline et lui qui commande. Le médecin est ferme sur sa position, en affirmant que c'est lui qui commande en matière de santé des détenus. Williams essaye de l'intimider, soutenu par Wilson, en lui rappelant qu'il a déclaré Stevens apte pour les punitions. Il le menace même de le détruire s'il envoie Roberts à l'hôpital. Après un moment de faiblesse, le médecin ne se laisse pas intimider, étant soutenu par Harris, qui essaye de faire voir à Wilson qu'en fait c'est Williams qui commande à sa place. Wilson ordonne à McGrath et King de s'écarter de la porte ouverte, mais ils ne lui obéissent pas. Il le font quand c'est Harris qui le leur ordonne, à la stupéfaction de Wilson. Ensuite, le médecin et Harris sortent, celui-ci avec Bartlett, pour le mettre dans une autre cellule, comme celui-ci le lui a demandé.
Wilson veut conduire Roberts dans une autre cellule, mais celui-ci lui fait savoir que sa manière de commander n'a plus cours. Wilson continue à faire l'autoritaire et menace à nouveau Williams de le sanctionner s'il cause encore des embarras. Celui-ci fait appel à sa solidarité mais Wilson ne l'écoute pas. Alors Williams essaye violemment de se faire écouter, et Wilson, furieux, lève son bâton sur lui, en lui signifiant de ne pas essayer de lui donner des ordres, parce que c'est lui qui commande. Il dit à Roberts qu'ils n'ont qu'à aller voir le commandant, car de toute façon, c'est lui, Wilson, que le commandant écoute. Finalement, pour réaffirmer son autorité, il sort en ordonnant qu'on range la cellule.
Roberts, couché, reste seul avec Williams, qui veut le battre de nouveau sans s'apercevoir du retour de McGrath et de King devant la porte ouverte de la cellule. Ils se jettent sur lui et Roberts ne peut pas les arrêter. C'est en vain qu'il leur crie qu'ils ont gagné et qu'ils ne touchent pas à Williams, car ainsi ils gâchent tout. Le film se termine sur la figure endolorie de Roberts en premier plan, sur le fond sonore des commandes criés dehors aux détenus.

## Fiche technique
- Titre original : The Hill
- Titre français : La colline des hommes perdus
- Réalisation : Sidney Lumet
- Scénario : Ray Rigby (en), d'après The Hill (pièce de théâtre) de Ray Rigby et R. S. Allen (en)
- Direction artistique : Herbert Smith
- Costumes : Elsa Fennell
- Photographie : Oswald Morris
- Montage : Thelma Connell (en)
- Production : Kenneth Hyman (en)
- Société de production : Seven Arts Productions
- Société de distribution : Metro-Goldwyn-Mayer
- Budget : 2,5 millions $
- Pays de production :  Royaume-Uni et  États-Unis
- Langue originale : Anglais
- Format : Noir et blanc
- Genre : Drame
- Durée : 123 minutes
- Dates de sortie :
  - France : 22 mai 1965 (Festival de Cannes – compétition officielle)
  - Pays : 27 juin 1965
  - France : 11 juin 1965
- Classification[3] :
  - Royaume-Uni : X
  - États-Unis : TV-14
  - France : interdit aux moins de 13 ans pour sa sortie en salles puis aux moins de 12 ans

## Distribution
- Sean Connery (VF : Jean-Claude Michel) : Joe Roberts
- Harry Andrews (VF : André Valmy) : le sergent-major régimentaire Bert Wilson
- Ian Bannen (VF : Marc Cassot) : le sergent-chef Charlie Harris
- Alfred Lynch (en) (VF : Pierre Trabaud) : George Stevens
- Ossie Davis (VF : Georges Aminel) : Jacko King
- Roy Kinnear (VF : Jacques Marin) : Monty Bartlett
- Jack Watson (VF : Jean Violette) : Jock McGrath
- Ian Hendry (VF : Jacques Thébault) : le sergent-chef Williams
- Michael Redgrave (VF : Jean Michaud) : le capitaine-médecin
- Norman Bird : le commandant de la prison
- Neil McCarthy (VF : Jacques Balutin) : le gardien Burton
- Howard Goorney (en) (VF : Jean Berton) : le gardien Walters
- Tony Caunter (en) : le gardien Martin

## Production
Le scénario de Ray Rigby est basé sur une pièce écrite par lui en collaboration avec R. S. Allen. Il est inspiré de l'expérience de Rigby, lui-même détenu dans une prison militaire pendant la guerre.
Sean Connery a accepté le rôle Roberts pour montrer un autre aspect de sa personnalité d'acteur que celui créé par le rôle James Bond qu'il jouait dans les années 1960. Le réalisateur Sidney Lumet l'a beaucoup sollicité physiquement et émotionnellement, et il avoue que le résultat a été au-dessus de son attente.
Le tournage a eu lieu en Espagne, à partir de septembre 1964. Le bâtiment de la prison a été fourni par un ancien fort de Málaga, et son terrain extérieur a été aménagé dans une zone très aride de la Province d'Almería. Les conditions météorologiques y étaient très dures, avec des températures au-dessus de 46 °C. Presque toute l'équipe a eu des ennuis de santé, malgré les grandes quantités d'eau potable assurées.

## Analyse

### Thèmes
Le thème principal du film est une critique acerbe du système militaire britannique du temps de la Seconde Guerre mondiale, en général, ce système étant basé sur l'imposition de l'obéissance aveugle à tout ordre, quelque absurde qu'il soit. C'est contre ce système que s'est révolté le sergent-major Roberts, qui affirme dans une dispute avec Wilson que les méthodes appliquées dans l'armée ne correspondent plus à l'époque et qu'il faut les changer. Dans le cadre de ce système, le film condamne en particulier le système pénitentiaire militaire, où les détenus, certains condamnés pour des faits mineurs, comme McGrath ou King, sont obligés de se soumettre à un traitement brutal, constitué d'humiliations et de punitions excessives, qui peuvent mener jusqu'à la mort des détenus. Ce traitement est destiné, comme le déclare Wilson ouvertement, à casser l'individu, pour en faire un soldat totalement soumis.
Dans ce système, les humiliations incluent l'homophobie, d'ailleurs exercée sans raison par Williams envers Stevens, ou le racisme, dont c'est King la victime. Le racisme ne se manifeste pas seulement de la part du personnel de la prison, mais aussi de celle de certains détenus, comme Bartlett.
Un autre thème important est celui du pouvoir. L'un de ses aspects est l'abus de pouvoir qui caractérise le système. Un autre aspect de ce thème est la dynamique des rapports de pouvoir au cours de l'action. Le maître absolu de la prison est le sergent-major régimentaire Wilson. Il maîtrise en fait y compris le médecin et le commandant de la prison. Il sait aussi imposer sa volonté à la masse entière des détenus prêts à se révolter à cause de mort de Stevens. Mais en la personne de Williams il se trouve devant un rival qui essaye de plus en plus de le soumettre. Jusqu'à la mort de Stevens, cela se manifeste, entre autres, par le fait de se montrer encore plus sadique que Wilson, sans que celui-ci le modère. Leur confrontation est suggestivement reflétée par leur concours de beuverie. D'abord c'est Williams qui s'écroule mais finalement c'est lui qui vainc Wilson.
L'événement tragique de la mort de Stevens menace toute la structure du pouvoir dans la prison. D'une part, c'est l'attitude de Roberts et de King qui met en question le pouvoir de Wilson, dont l'autorité s'écroule surtout après qu'ils gagnent de leur côté le sergent-chef Harris et le médecin. D'autre part, c'est Williams qui cherche de plus en plus violemment et désespérément à s'imposer pour faire faire à Wilson ce qu'il veut.

### Caractères
Les personnages du film représentent quelques traits de caractère. L'indolence et l'incompétence se manifestent chez le commandant de la prison, qui ne sait même pas ce qui s'y passe, s'occupant uniquement de ses plaisirs. De même chez le médecin, dans la première partie du film, quand il se moque de l'état de santé des détenus, ne faisant que suivre les indications de Wilson.
Bartlett est le lâche, le mesquin et le dépourvu de dignité typique, qui ferait n'importe quoi pour ne pas être impliqué dans quelque chose qui pourrait lui nuire. Le médecin aussi est lâche jusque vers la fin du film.
Les caractères les plus répugnants sont Wilson, et surtout Williams, par leur soif de pouvoir et leur sadisme.
Au pôle opposé se trouvent Roberts, King et Harris. Le premier se distingue par sa force morale et son attitude inflexible, en tant que voix de la raison en opposition avec les tares du système, par le courage avec lequel il utilise l'insolence verbale contre les oppresseurs, ainsi que par sa façon de défendre sa dignité. King aussi se remarque par sa dignité devant les essais racistes de l'humilier. Il ne se laisse pas intimider, en se révoltant par une attitude qui imite la folie comme négation dissidente. Harris est le seul membre du personnel qui traite les détenus comme des êtres humains, malgré la pression exercée sur lui par son supérieur pour le faire renoncer à son attitude. C'est l'un des éléments par lesquels le réalisateur refuse le manichéisme, en présentant un gardien différent des autres. Un autre élément dans ce sens est l'évolution de certains personnages, comme McGrath et le médecin. Le premier, après avoir été individualiste et incompréhensif devant l'attitude de Roberts, devient finalement solidaire avec lui. Dans le cas du second, la dignité et l'honnêteté vainquent finalement la lâcheté.

## Accueil
Le public n'a pas accueilli le film aussi positivement que la critique. Le public amateur de Sean Connery en James Bond a été déçu de l'image contraire en quelque sorte qu'il offrait comme Joe Roberts, Bond étant un symbole de la défense de l'ordre établi, et Roberts celui de l'affrontement de l'autorité.
La critique a été en général élogieuse à l'adresse du film. L'œuvre a été appréciée comme un grand film, l'un des meilleurs de Lumet, comme une adaptation cinématographique extraordinaire, et la mise en scène comme exceptionnelle. On a apprécié la manière de diriger les acteurs, l'évolution graduellement ascendante de l'action, le naturel et le réalisme du film, le caractère purement cinématographique, bien qu'il s'agisse de l'adaptation d'une pièce. Le réalisateur a réussi, avec le directeur de la photographie, à créer une atmosphère oppressante, presque irrespirable, à l'aide aussi des gris de l'image. Le montage excellent a également contribué à la qualité du film.
Le scénario aussi a été considéré en général comme très bon, avec des dialogues particulièrement soignés.
L'interprétation de plusieurs acteurs a également été trouvée à la hauteur. Pour Ignacio Aguilar, de Harmonica Cinema, Harry Andrews, comme le sergent-major régimentaire Wilson, a créé peut-être son meilleur rôle au cinéma. Selon Alexander Zárate (Las nuevas musas), il a été magnifique, et Ian Hendry superbe dans le rôle Williams. Andrew Wickliffe (The Stop Button) a vu Ossie Davis (King) comme le meilleur, ses scènes étant une joie pour le spectateur, Sean Connery comme bon mais non très bon dans le personnage Roberts, et Michael Redgrave (le médecin) comme le moins bon.

## Distinctions

### Récompenses
- Festival de Cannes 1965 : Meilleur scénario pour Ray Rigby
- National Board of Review 1965 : Meilleur acteur dans un second rôle pour Harry Andrews dans deux films, dont La colline des hommes perdus[9]
- Prix BAFTA 1966 : Meilleure photographie britannique – Noir et blanc pour Oswald Morris[10]
- Writers' Guild of Great Britain 1966 : Meilleur scénario dramatique britannique[11]

### Nominations
Prix BAFTA 1966 :
- Meilleur film et Meilleur film britannique pour le producteur Kenneth Hyman
- Meilleur acteur britannique pour Harry Andrews
- Meilleur scénario britannique pour Ray Rigby
- Meilleur direction artistique pour Herbert Smith

## Postérité
L'année même de la sortie du film, 1965, Ray Rigby a publié un roman homonyme adapté de son scénario. Bien des années plus tard, en 1981, il a fait paraître une continuation du roman, intitulée Hill of Sand (La colline de sable),.